# Francisco Gento
Francisco "Paco" Gento López (født 21. oktober 1933 i El Astillero, Spanien, død 18. januar 2022) var en spansk fodboldspiller, og en af de mest vindende spillere i fodboldhistorien. Han vandt med Real Madrid hele seks Europa Cup-titler, hvilket gør ham til historiens mest vindende spiller i europæisk sammenhæng. Han vandt desuden 12 spanske mesterskaber med klubben.

## Klubkarriere
Gentos karriere strakte sig fra 1952 til 1971. Hans første klub som seniorspiller var Racing Santander, inden han i 1953 skiftede til hovedstadsklubben Real Madrid, hvor han skulle gå hen og blive en klublegende. Han spillede for klubben de følgende 18 sæsoner, hvor holdet var Europas absolut mest succesfulde. Han var i en årrække desuden holdets anfører.
Gento optrådte for Real Madrid i intet mindre end otte Mesterholdenes Europa Cup-finaler, en rekord han deler med italieneren Paolo Maldini, der også nåede otte finaler i sin tid hos AC Milan. Real vandt de seks af finalerne, hvilket giver ham rekorden for flest sejre i turneringen, idet Maldini "kun" vandt fem af sine otte finaler med Milan. Udover den europæiske succes vandt han desuden i sine 18 sæsoner hos Real hele 12 La Liga-titler og to Copa del Rey-trofæer, ligesom holdet i 1960 sikrede sig Intercontinental Cup-titlen.

## Landshold
Gento nåede gennem sin karriere at spille 43 kampe og score fem mål for Spaniens landshold, som han spillede for mellem 1955 og 1969. Han repræsenterede sit land ved både VM i 1962 og VM i 1966.

## Titler
La Liga
- 1954, 1955, 1957, 1958, 1961, 1962, 1963, 1964, 1965, 1967, 1968 og 1969 med Real Madrid

Copa del Rey
- 1962 og 1970 med Real Madrid

Mesterholdenes Europa Cup
- 1956, 1957, 1958, 1959, 1960 og 1966 med Real Madrid

Intercontinental Cup
- 1960 med Real Madrid